# Hermsdorf (Bernsdorf)
Hermsdorf ist ein Ortsteil der Gemeinde Bernsdorf im Landkreis Zwickau in Sachsen. Er wurde am 1. Januar 1994 nach Bernsdorf eingemeindet. Hermsdorf befindet sich in direkter Nähe der Motorsport-Rennstrecke Sachsenring.

## Geografie

### Geografische Lage und Verkehr
Hermsdorf liegt im Erzgebirgsvorland des Landkreises Zwickau im Tal des Lungwitzbachs. Durch die Ortsflur verläuft die Bahnstrecke Dresden–Werdau ohne Halt. Östlich des Orts befindet sich der Ortsteil Oberhermsdorf, der im Jahr 1911 teilweise nach Oberlungwitz umgegliedert wurde. Durch diesen verlief zwischen 1913 und 1960 die Straßenbahn Hohenstein-Ernstthal–Oelsnitz mit dem Lungwitzbachviadukt, dem Anschlussgleis zur Uhlig-Mühle und der Uhlig-Weiche. Nördlich von Hermsdorf liegt an der Bundesstraße 180 die Siedlung Queckenberg. Die B 180 ist in diesem Bereich die alte Strecke der Rennstrecke Sachsenring, die 1995 durch einen Neubau nordöstlich der Siedlung Queckenberg ersetzt wurde.

### Nachbarorte
|         | Kuhschnappel                                | Hohenstein   |
| Rüsdorf | Kompassrose, die auf Nachbargemeinden zeigt | Oberlungwitz |
|         | Bernsdorf                                   | Gersdorf     |

## Geschichte

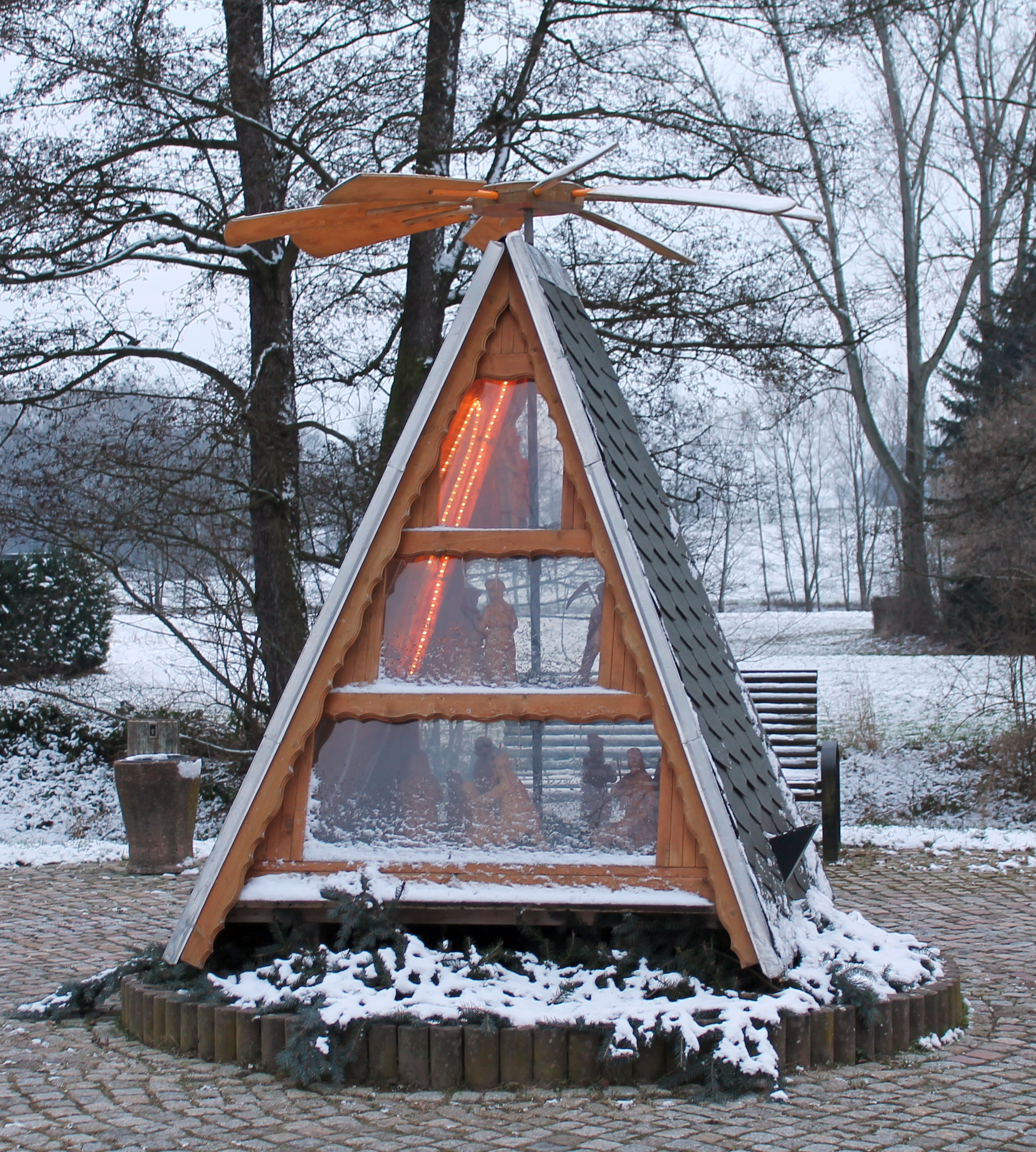
Ortsteilpyramide Hermsdorf

Das Waldhufendorf Hermsdorf wurde vermutlich in der zweiten Hälfte des 12. Jahrhunderts gegründet und im Jahr 1460 erstmals als „Hermannsdorff“ erwähnt. Der Ortsname hat die Bedeutung „Dorf eines Herman“. Kirchlich ist der Hauptteil von Hermsdorf seit jeher nach Bernsdorf gepfarrt. Das östlich gelegene und räumlich von Hermsdorf getrennte Oberhermsdorf war kirchlich hingegen zwischen Oberlungwitz und Gersdorf geteilt. In den Jahren 1517 und 1667 wurde in Hermsdorf ein Vorwerk erwähnt, das später wüst lag.
Bezüglich der Grundherrschaft gehörte das Amtsdorf Hermsdorf mit Oberhermsdorf zur schönburgischen Herrschaft Waldenburg, von dem es aber räumlich durch das Gericht Rüsdorf getrennt war. Nachdem auf dem Gebiet der Rezessherrschaften Schönburg im Jahr 1878 eine Verwaltungsreform durchgeführt wurde, kam Hermsdorf im Jahr 1880 zur neu gegründeten sächsischen Amtshauptmannschaft Glauchau. Im Jahr 1911 wurde ein Teil von Oberhermsdorf nach Oberlungwitz umgegliedert. Zwischen 1913 und 1960 verlief die Straßenbahn Hohenstein-Ernstthal–Oelsnitz mit dem Lungwitzbachviadukt, dem Anschlussgleis zur Uhlig-Mühle und der Uhlig-Weiche durch Oberhermsdorf. Im Jahre 1927 fand erstmals ein Motorsportrennen auf dem alten Kurs des Sachsenrings nordöstlich von Hermsdorf statt. Das Ende des Kurses führte über die heutige Bundesstraße 180 auf die Queckenberg-Kurve. In der Folgezeit entstand in der Nähe auf Hermsdorfer Flur die Siedlung Queckenberg im Tal des Hüttengrundbachs. Am 13. April 1945 wurde Hermsdorf von amerikanischen Truppen besetzt, die den Ort am 14. Juni 1945 an  sowjetische Truppen abgaben.
Durch die zweite Kreisreform in der DDR kam die Gemeinde Hermsdorf im Jahr 1952 zum Kreis Hohenstein-Ernstthal im Bezirk Chemnitz (1953 in Bezirk Karl-Marx-Stadt umbenannt), der ab 1990 als sächsischer Landkreis Hohenstein-Ernstthal fortgeführt wurde und 1994 im Landkreis Chemnitzer Land bzw. 2008 im Landkreis Zwickau aufging. Am 1. August 1994 wurde Hermsdorf nach Bernsdorf eingemeindet. 1995 eröffnete der neue Kurs des Sachsenrings, in dessen Nähe sich auf Hermsdorfer Flur zwischen der Siedlung Queckenberg und Oberhermsdorf ein Gewerbegebiet ansiedelte. Im Jahr 2010 feierte Hermsdorf seine 550-jährige Ersterwähnung.